# امی نولاون
امی نولاون (به فرانسوی: Imi N'Oulaoune) یک کومون در مراکش است که در استان ورززات واقع شده‌است. امی نولاون ۱۹٬۹۶۸ نفر جمعیت دارد.